# باربرا أميل
باربرا أميّل هي كاتِبة وصحفية كندية، ولدت في 4 ديسمبر 1940 في واتفورد في المملكة المتحدة.

## وصلات خارجية
- باربرا أميل على موقع إن إن دي بي (الإنجليزية)